# Любить до смерти
«Любить до смерти» (исп. Amar a muerte) — мексиканская теленовелла, созданная компаниями W Studios и Lemon Studios для компании Televisa. Сериал основан на колумбийской теленовелле 1992 года «В инородном теле», созданной Хулио Хименесом. В главных ролях Анжелика Бойер, Мишель Браун, Алехандро Нонес, Артуро Барба, Макарена Ачага и Клаудия Мартин. Впервые он транслировался в США на канале Univision с 29 октября 2018 года по 11 марта 2019 года, а также транслировался в Мексике на канале Las Estrellas с 5 ноября 2018 года по 3 марта 2019 года.

## Сюжет
Сериал посвящен жизни трех мужчин, которые умирают в один и тот же день: Леона Карвая, бизнес-магната, приказывает убить его правая рука Джонни и любовник его жены Люсии в один и тот же день их свадьбы, чтобы чтобы сохранить свое состояние. Макарио Вальдес — киллер, заключенный в тюрьму США и приговоренный к смертной казни. Бельтран Камачо — профессор антропологии, который погибает в дорожно-транспортном происшествии, когда теряет контроль над своим грузовиком и переворачивается в реку. Эти люди умирают в один и тот же день, а их души перевоплощаются в разные тела. Душа бизнесмена возродится в теле убийцы, казненного на электрическом стуле, а душа убийцы, в свою очередь, возродится в теле профессора антропологии.

## В ролях

### Основной состав
- Мишель Браун — Макарио «Эль Чино» Вальдес / Леон Карвахаль / Хакобо Рейес
- Анжелика Бойер — Люсия Борхес
- Алехандро Нонес — Джонни Корона
- Артуро Барба — Бельтран Камачо / Макарио «Эль Чино» Вальдес
- Макарена Ачага — Валентина Карвахаль
- Клаудия Мартин — Ева Карвахаль
- Джессика Мас — Люпита де Вальдес
- Генри Закка — Камило Герра
- Нестор Родульфо — Скорпион
- Гонсало Пенья — Гильермо Карвахаль
- Роберто Дуарте — инспектор Монтилья
- Синтия Васкес — Алисия Камачо
- Барбара Лопес — Хулиана Вальдес
- Каэтано Арамбуро — Матео Луна
- Джессика Диас — Рената Барранко
- Алексис Айала — Леон Карвахаль

### Постоянные и приглашенные звезды
- Алессио Валентини — Хавьер Бельтран
- Настасья Вилласана — Смерть
- Даниэлла Масиас — Карла Рохас / Джеральдин
- Фернандо Гавирия — Дон Терезио
- Ракель Гарса — Барбара
- Марта Самора — Сильвина13
- Луис Романо — Гастон Салас
- Марко Леон — Лучо

## Рейтинги

### США
| Сезон | Временной интервал (CT)   | Эпизоды | Премьера        | Премьера           | Финал         | Финал              |
| Сезон | Временной интервал (CT)   | Эпизоды | Дата            | Зрители (миллионы) | Дата          | Зрители (миллионы) |
| ----- | ------------------------- | ------- | --------------- | ------------------ | ------------- | ------------------ |
| 1     | понедельник-пятница 22:00 | 87      | 29 октября 2018 | 1.54               | 11 марта 2019 | 2.03               |

### Мексика
| Сезон | Временной интервал (CT)   | Эпизоды | Премьера      | Премьера           | Финал        | Финал              |
| Сезон | Временной интервал (CT)   | Эпизоды | Дата          | Зрители (миллионы) | Дата         | Зрители (миллионы) |
| ----- | ------------------------- | ------- | ------------- | ------------------ | ------------ | ------------------ |
| 1     | понедельник-пятница 21:30 | 86      | 5 ноября 2018 | 3.8                | 3 марта 2019 | 3.3                |

## Награды и номинации
| Год  | Премия             | Категория                                          | Номинированная работа                         | Результат | Ссылка |
| ---- | ------------------ | -------------------------------------------------- | --------------------------------------------- | --------- | ------ |
| 2019 | Premios TVyNovelas | Лучшая теленовелла года                            | Карлос Бардасано                              | Победа    | [ 12 ] |
| 2019 | Premios TVyNovelas | Лучшая актриса                                     | Анжелика Бойер                                | Победа    | [ 12 ] |
| 2019 | Premios TVyNovelas | Лучший актер                                       | Мишель Браун                                  | Победа    | [ 12 ] |
| 2019 | Premios TVyNovelas | Лучшая актриса-антагонист                          | Клаудия Мартин                                | Победа    | [ 12 ] |
| 2019 | Premios TVyNovelas | Лучший актер-антагонист                            | Алехандро Нонес                               | Победа    | [ 12 ] |
| 2019 | Premios TVyNovelas | Лучшая ведущая актриса                             | Ракель Гарса                                  | Победа    | [ 12 ] |
| 2019 | Premios TVyNovelas | Лучший ведущий актер                               | Алексис Айала                                 | Победа    | [ 12 ] |
| 2019 | Premios TVyNovelas | Лучшая со-ведущая актриса                          | Макарена Ачага                                | Победа    | [ 12 ] |
| 2019 | Premios TVyNovelas | Лучший исполнитель главной роли                    | Артуро Барба                                  | Победа    | [ 12 ] |
| 2019 | Premios TVyNovelas | Лучшая молодая ведущая актриса                     | Барбара Лопес                                 | Победа    | [ 12 ] |
| 2019 | Premios TVyNovelas | Лучший молодой актер главной роли                  | Гонсало Пенья                                 | Номинация | [ 12 ] |
| 2019 | Premios TVyNovelas | Лучший оригинальный рассказ или адаптация          | Леонардо Падрон                               | Победа    | [ 12 ] |
| 2019 | Premios TVyNovelas | Лучший режиссер                                    | Алехандро Лосано, Карлос Кок и Роландо Окампо | Победа    | [ 12 ] |
| 2019 | Premios TVyNovelas | Лучшая музыкальная тема                            | Me muero (Карлос Ривера)                      | Победа    | [ 12 ] |
| 2019 | Premios TVyNovelas | Лучший актерский состав                            | Любить до смерти                              | Победа    | [ 12 ] |
| 2019 | Revista ERES       | Лучшая актриса                                     | Барбара Лопес                                 | Номинация | [ 14 ] |
| 2019 | Revista ERES       | Лучшая актриса                                     | Клаудия Мартин                                | Номинация | [ 14 ] |
| 2019 | Revista ERES       | Лучшая актриса                                     | Макарена Ачага                                | Номинация | [ 14 ] |
| 2019 | Revista ERES       | Лучший актер                                       | Мишель Браун                                  | Номинация | [ 14 ] |
| 2019 | Revista ERES       | Лучший поцелуй                                     | Анжелика Бойер и Мишель Браун                 | Номинация | [ 14 ] |
| 2019 | Revista ERES       | Лучший поцелуй                                     | Барбара Лопес и Макарена Ачага                | Номинация | [ 14 ] |
| 2020 | GLAAD Media Award  | Выдающийся телесериал по сценарию (испанский язык) | Любить до смерти                              | Номинация | [ 16 ] |